# Gitte
Gitte ist ein weiblicher Vorname.

## Herkunft und Verbreitung
Gitte ist eine insbesondere in Dänemark, deutlich seltener auch in Norwegen verbreitete Kurz- bzw. Koseform des Namens Birgitte. 
Sie begegnet vor 1950 nur selten, zählte aber in den folgenden drei Jahrzehnten in Dänemark stets zu den am häufigsten vergebenen Mädchennamen. Gitte löste dabei Birthe, Birgit und Britta ab, die ebenfalls von Birgitte abgeleitet sind und sich zu Beginn resp. gegen Mitte des Jahrhunderts großer Beliebtheit erfreut hatten, und geriet ihrerseits nach 1980 recht jäh aus der Mode. Im 21. Jahrhundert gilt der Name als altbacken und wird kaum noch vergeben.

## Namensträgerinnen
- Gitte Hænning (* 1946), dänische Sängerin
- Gitte Seeberg (* 1960), dänische Politikerin
- Gitte Hansen (* 1961), dänische Fußballspielerin
- Gitte Lillelund Bech (* 1969), dänische Politikerin
- Gitte Sunesen (* 1971), dänische Handballspielerin
- Gitte Andersen (* 1977), dänische Fußballspielerin
- Gitte Krogh (* 1977), dänische Fußballspielerin
- Gitte Aaen (* 1981), dänische Handballspielerin